# Segunda Categoría de Los Ríos 2018
El Campeonato Provincial de Segunda Categoría de Los Ríos 2018 fue un torneo de fútbol en Ecuador en el cual compitieron equipos de la Provincia de Los Ríos. El torneo fue organizado por Asociación de Fútbol Profesional de Los Ríos (AFNALR) y avalado por la Federación Ecuatoriana de Fútbol. El torneo empezó el 25 de marzo de 2018 y finalizó el 14 de julio de 2018. Participaron 15 clubes de fútbol y entregó 2 cupos al Zonal de Ascenso de la Segunda Categoría 2018 por el ascenso a la Serie B.

## Sistema de campeonato
El sistema determinado por la Asociación de Fútbol Profesional de Los Ríos fue la siguiente:
- Primera etapa: Los 15 clubes se dividieron en 3 grupos de 5 clubes, jugaron todos contra todos, los dos clubes que terminaron primeros en cada grupo clasificaron a la liguilla final (hexagonal final).

- Liguilla final: Los 6 clubes clasificados jugaron todos contra todos, el club que finalizó primero fue el campeón provincial, el que finalizó segundo fue vicecampeón; los dos clubes clasificaron a los Zonales de Ascenso, torneo organizado por la Federación Ecuatoriana de Fútbol.

## Equipos participantes
| Equipos participantes                         | Equipos participantes | Equipos participantes                               |
| --------------------------------------------- | --------------------- | --------------------------------------------------- |
|                                               |                       |                                                     |
| Equipo                                        | Ciudad                | Estadio                                             |
| Club Deportivo Corinthians                    | El Empalme            | Estadio de la Liga Deportiva Cantonal de El Empalme |
| Club Social y Deportivo Mocache               | Mocache               | Estadio Municipal de Mocache                        |
| Club Social, Cultural y Deportivo El Guayacán | Ventanas              | Estadio de la Liga Deportiva Cantonal de Buena Fe   |
| Club Deportivo Fiorentina                     | Vinces                | Estadio Municipal 14 de Junio                       |
| Independiente Fútbol Club                     | Babahoyo              | Estadio Rafael Vera Yépez                           |
| Fútbol Club Insutec                           | Quevedo               | Estadio 7 de Octubre                                |
| Club Deportivo Montry                         | Valencia              | Estadio Municipal de Valencia                       |
| Club Deportivo Nápoli                         | Valencia              | Estadio Municipal de Valencia                       |
| Club Social, Cultural y Deportivo San Camilo  | Quevedo               | Estadio 7 de Octubre                                |
| Club Social, Cultural y Deportivo Patria      | Buena Fe              | Estadio de la Liga Deportiva Cantonal de Buena Fe   |
| Club Social Deportivo Río Babahoyo            | Babahoyo              | Estadio Rafael Vera Yépez                           |
| River Fútbol Club                             | Ventanas              | Estadio de la Liga Deportiva Cantonal de Ventanas   |
| Club Deportivo Quevedo                        | Quevedo               | Estadio 7 de Octubre                                |
| Club Sport Venecia                            | Babahoyo              | Estadio Rafael Vera Yépez                           |
| Club Deportivo Vendaval Fluminense            | Babahoyo              | Estadio Rafael Vera Yépez                           |

## Equipos por cantón
| Cantón     | N.º | Equipos                                                              |
| ---------- | --- | -------------------------------------------------------------------- |
| Babahoyo   | 4   | - Independiente F. C. - Río Babahoyo - Venecia - Vendaval Fluminense |
| Quevedo    | 3   | - San Camilo - Deportivo Quevedo - Insutec                           |
| Valencia   | 2   | - Nápoli - Montry                                                    |
| Ventanas   | 2   | - River F. C. - El Guayacán                                          |
| Vinces     | 1   | - Fiorentina                                                         |
| Mocache    | 1   | - Deportivo Mocache                                                  |
| Buena Fe   | 1   | - Patria                                                             |
| El Empalme | 1   | - Corinthians                                                        |

## Primera fase

### Grupo A

#### Clasificación
| Pos. | Equipo              | Pts. | PJ | G | E | P | GF | GC | Dif. | Clasificación   |
| ---- | ------------------- | ---- | -- | - | - | - | -- | -- | ---- | --------------- |
| 1    | Fiorentina          | 18   | 8  | 5 | 3 | 0 | 24 | 7  | +17  | Hexagonal final |
| 2    | Venecia             | 14   | 7  | 4 | 2 | 1 | 18 | 4  | +14  | Hexagonal final |
| 3    | Río Babahoyo        | 10   | 7  | 3 | 1 | 3 | 13 | 9  | +4   |                 |
| 4    | Independiente F. C. | 7    | 7  | 2 | 1 | 4 | 6  | 14 | −8   |                 |
| 5    | Vendaval Fluminense | 1    | 7  | 0 | 1 | 6 | 4  | 31 | −27  |                 |

Actualizado a los partidos jugados el 5 de mayo de 2018.
 Fuente: asofutboldelosrios.org
Criterios de clasificación: 1) Puntos; 2) Diferencia de goles; 3) Goles marcados

#### Evolución de la clasificación
| Equipo / Jornada    | 01 | 02 | 03 | 04 | 05 | 06 | 07 | 08 | 09 | 10 |
| ------------------- | -- | -- | -- | -- | -- | -- | -- | -- | -- | -- |
| Fiorentina          | 3  | 3  | 3  | 2  | 2  | 2  | 2  | 1  | 1  | 1  |
| Venecia             | 1  | 2  | 2  | 1  | 1  | 1  | 1  | 2  | 2  | 2  |
| Río Babahoyo        | 2  | 1  | 1  | 3  | 3  | 3  | 3  | 3  | 3  | 3  |
| Independiente F. C. | 5  | 5  | 4  | 4  | 4  | 4  | 4  | 4  | 4  | 4  |
| Vendaval Fluminense | 4  | 4  | 5  | 5  | 5  | 5  | 5  | 5  | 5  | 5  |

#### Resultados
| Venecia      | 4 - 0      | Independiente FC    | Rafael Vera Yépez | 25 de marzo | 15:00      |
| Río Babahoyo | 4 - 1      | Vendaval Fluminense | LDC de Montalvo   | 25 de marzo | 15:00      |
| Libre:       | Fiorentina | Fiorentina          | Fiorentina        | Fiorentina  | Fiorentina |

| Fiorentina       | 0 - 0               | Venecia             | LDC de Baba         | 31 de marzo         | 12:00               |
| Independiente FC | 0 - 1               | Río Babahoyo        | Rafael Vera Yépez   | 1 de abril          | 16:00               |
| Libre:           | Vendaval Fluminense | Vendaval Fluminense | Vendaval Fluminense | Vendaval Fluminense | Vendaval Fluminense |

| Vendaval Fluminense | 1 - 2   | Independiente FC | LDC de Montalvo   | 7 de abril | 15:00   |
| Río Babahoyo        | 0 - 1   | Fiorentina       | Rafael Vera Yépez | 8 de abril | 15:00   |
| Libre:              | Venecia | Venecia          | Venecia           | Venecia    | Venecia |

| Fiorentina | 3 - 1        | Independiente FC    | LDC de Baba       | 11 de abril  | 15:00        |
| Venecia    | 7 - 0        | Vendaval Fluminense | Rafael Vera Yépez | 11 de abril  | 16:00        |
| Libre:     | Río Babahoyo | Río Babahoyo        | Río Babahoyo      | Río Babahoyo | Río Babahoyo |

| Vendaval Fluminense | 2 - 2            | Fiorentina       | Rafael Vera Yépez | 14 de abril      | 15:00            |
| Río Babahoyo        | 1 - 1            | Venecia          | LDC de Montalvo   | 15 de abril      | 15:00            |
| Libre:              | Independiente FC | Independiente FC | Independiente FC  | Independiente FC | Independiente FC |

| Fiorentina | 11 - 0           | Vendaval Fluminense | LDC de Baba       | 22 de abril      | 15:00            |
| Venecia    | 1 - 0            | Río Babahoyo        | Rafael Vera Yépez | 22 de abril      | 15:00            |
| Libre:     | Independiente FC | Independiente FC    | Independiente FC  | Independiente FC | Independiente FC |

| Vendaval Fluminense | 0 - 3        | Venecia      | Rafael Vera Yépez | 25 de abril  | 16:00        |
| Independiente FC    | 0 - 0        | Fiorentina   | Rafael Vera Yépez | 26 de abril  | 16:00        |
| Libre:              | Río Babahoyo | Río Babahoyo | Río Babahoyo      | Río Babahoyo | Río Babahoyo |

| Fiorentina       | 4 - 2   | Río Babahoyo        | LDC de Baba       | 29 de abril | 15:00   |
| Independiente FC | 2 - 0   | Vendaval Fluminense | Rafael Vera Yépez | 29 de abril | 16:00   |
| Libre:           | Venecia | Venecia             | Venecia           | Venecia     | Venecia |

| Venecia      | 2 - 3               | Fiorentina          | Rafael Vera Yépez   | 5 de mayo           | 16:00               |
| Río Babahoyo | 5 - 1               | Independiente FC    | LDC de Montalvo     | 5 de mayo           | 16:00               |
| Libre:       | Vendaval Fluminense | Vendaval Fluminense | Vendaval Fluminense | Vendaval Fluminense | Vendaval Fluminense |

| Independiente FC    | -          | Venecia      | No se programó | No se programó | No se programó |
| Vendaval Fluminense | -          | Río Babahoyo | No se programó | No se programó | No se programó |
| Libre:              | Fiorentina | Fiorentina   | Fiorentina     | Fiorentina     | Fiorentina     |

### Grupo B

#### Clasificación
| Pos. | Equipo            | Pts. | PJ | G | E | P | GF | GC | Dif. | Clasificación   |
| ---- | ----------------- | ---- | -- | - | - | - | -- | -- | ---- | --------------- |
| 1    | Deportivo Quevedo | 22   | 8  | 7 | 1 | 0 | 26 | 6  | +20  | Hexagonal final |
| 2    | Patria            | 17   | 8  | 5 | 2 | 1 | 17 | 6  | +11  | Hexagonal final |
| 3    | Corinthians       | 13   | 8  | 4 | 1 | 3 | 19 | 10 | +9   |                 |
| 4    | Montry            | 3    | 7  | 1 | 0 | 6 | 7  | 21 | −14  |                 |
| 5    | River F. C.       | 0    | 7  | 0 | 0 | 7 | 2  | 28 | −26  |                 |

Actualizado a los partidos jugados el 12 de mayo de 2018.
 Fuente: asofutboldelosrios.org
Criterios de clasificación: 1) Puntos; 2) Diferencia de goles; 3) Goles marcados

#### Evolución de la clasificación
| Equipo / Jornada  | 01 | 02 | 03 | 04 | 05 | 06 | 07 | 08 | 09 | 10 |
| ----------------- | -- | -- | -- | -- | -- | -- | -- | -- | -- | -- |
| Deportivo Quevedo | 2  | 1  | 2  | 1  | 1  | 1  | 1  | 1  | 1  | 1  |
| Patria            | 4  | 2  | 1  | 2  | 2  | 3  | 3  | 3  | 2  | 2  |
| Corinthians       | 3  | 4  | 3  | 3  | 3  | 2  | 2  | 2  | 3  | 3  |
| Montry            | 1  | 3  | 4  | 4  | 4  | 4  | 4  | 4  | 4  | 4  |
| River F. C.       | 5  | 5  | 5  | 5  | 5  | 5  | 5  | 5  | 5  | 5  |

#### Resultados
| Deportivo Quevedo | 3 - 2       | Patria      | 7 de Octubre    | 24 de marzo | 15:30       |
| Montry            | 2 - 0       | River FC    | LDC de Buena Fe | 24 de marzo | 16:00       |
| Libre:            | Corinthians | Corinthians | Corinthians     | Corinthians | Corinthians |

| Patria      | 3 - 0    | Montry            | LDC de Buena Fe   | 31 de marzo | 15:00    |
| Corinthians | 0 - 1    | Deportivo Quevedo | LDC de El Empalme | 31 de marzo | 16:00    |
| Libre:      | River FC | River FC          | River FC          | River FC    | River FC |

| River FC | 0 - 2             | Patria            | LDC de Ventanas   | 8 de abril        | 16:00             |
| Montry   | 2 - 3             | Corinthians       | 7 de Octubre      | 8 de abril        | 16:00             |
| Libre:   | Deportivo Quevedo | Deportivo Quevedo | Deportivo Quevedo | Deportivo Quevedo | Deportivo Quevedo |

| Corinthians       | 2 - 2  | Patria   | LDC de El Empalme | 11 de abril | 16:00  |
| Deportivo Quevedo | 5 - 0  | River FC | 7 de Octubre      | 11 de abril | 16:00  |
| Libre:            | Montry | Montry   | Montry            | Montry      | Montry |

| River FC | 0 - 3  | Corinthians       | LDC de Ventanas | 15 de abril | 15:00  |
| Montry   | 0 - 3  | Deportivo Quevedo | 7 de Octubre    | 15 de abril | 15:00  |
| Libre:   | Patria | Patria            | Patria          | Patria      | Patria |

| Corinthians       | 8 - 1  | River FC | LDC de El Empalme | 21 de abril | 16:00  |
| Deportivo Quevedo | 8 - 2  | Montry   | 7 de Octubre      | 22 de abril | 16:00  |
| Libre:            | Patria | Patria   | Patria            | Patria      | Patria |

| Patria   | 2 - 0  | Corinthians       | LDC de Buena Fe | 25 de abril | 16:00  |
| River FC | 1 - 4  | Deportivo Quevedo | LDC de Ventanas | 25 de abril | 16:00  |
| Libre:   | Montry | Montry            | Montry          | Montry      | Montry |

| Patria      | 4 - 0             | River FC          | LDC de Buena Fe   | 28 de abril       | 16:00             |
| Corinthians | 2 - 0             | Montry            | LDC de El Empalme | 28 de abril       | 16:00             |
| Libre:      | Deportivo Quevedo | Deportivo Quevedo | Deportivo Quevedo | Deportivo Quevedo | Deportivo Quevedo |

| Deportivo Quevedo | 2 - 1    | Corinthians | 7 de Octubre    | 5 de mayo | 16:00    |
| Montry            | 1 - 2    | Patria      | LDC de Buena Fe | 5 de mayo | 16:00    |
| Libre:            | River FC | River FC    | River FC        | River FC  | River FC |

| Patria   | 0 - 0       | Deportivo Quevedo | LDC de Buena Fe | 12 de mayo     | 16:00          |
| River FC | -           | Montry            | No se programó  | No se programó | No se programó |
| Libre:   | Corinthians | Corinthians       | Corinthians     | Corinthians    | Corinthians    |

### Grupo C

#### Clasificación
| Pos. | Equipo            | Pts. | PJ | G | E | P | GF | GC | Dif. | Clasificación       |
| ---- | ----------------- | ---- | -- | - | - | - | -- | -- | ---- | ------------------- |
| 1    | F. C. Insutec     | 19   | 8  | 6 | 1 | 1 | 19 | 5  | +14  | Hexagonal final     |
| 2    | Nápoli            | 16   | 8  | 5 | 1 | 2 | 17 | 5  | +12  | Hexagonal final     |
| 3    | Deportivo Mocache | 13   | 8  | 4 | 1 | 3 | 13 | 8  | +5   |                     |
| 4    | El Guayacán       | 6    | 8  | 2 | 0 | 6 | 5  | 15 | −10  | Perdió la categoría |
| 5    | San Camilo        | 4    | 8  | 1 | 1 | 6 | 4  | 25 | −21  |                     |

Actualizado a los partidos jugados el 11 de mayo de 2018.
 Fuente: asofutboldelosrios.org
Criterios de clasificación: 1) Puntos; 2) Diferencia de goles; 3) Goles marcados

#### Evolución de la clasificación
| Equipo / Jornada  | 01 | 02 | 03 | 04 | 05 | 06 | 07 | 08 | 09 | 10 |
| ----------------- | -- | -- | -- | -- | -- | -- | -- | -- | -- | -- |
| F. C. Insutec     | 2  | 1  | 2  | 2  | 1  | 1  | 1  | 1  | 1  | 1  |
| Nápoli            | 1  | 2  | 1  | 1  | 2  | 2  | 2  | 2  | 2  | 2  |
| Deportivo Mocache | 4  | 3  | 3  | 4  | 4  | 4  | 3  | 3  | 3  | 3  |
| El Guayacán       | 3  | 4  | 4  | 3  | 3  | 3  | 4  | 4  | 4  | 4  |
| San Camilo        | 5  | 5  | 5  | 5  | 5  | 5  | 5  | 5  | 5  | 5  |

#### Resultados
| San Camilo | 0 - 3       | Nápoli            | Municipal de Valencia | 25 de marzo | 15:00       |
| FC Insutec | 1 - 0       | Deportivo Mocache | 7 de Octubre          | 25 de marzo | 15:30       |
| Libre:     | El Guayacán | El Guayacán       | El Guayacán           | El Guayacán | El Guayacán |

| Deportivo Mocache | 2 - 0  | San Camilo | Municipal de Mocache | 1 de abril | 15:30  |
| El Guayacán       | 0 - 2  | FC Insutec | LDC de Ventanas      | 1 de abril | 16:00  |
| Libre:            | Nápoli | Nápoli     | Nápoli               | Nápoli     | Nápoli |

| San Camilo | 0 - 2      | El Guayacán       | Municipal de Mocache  | 7 de abril | 15:30      |
| Nápoli     | 1 - 0      | Deportivo Mocache | Municipal de Valencia | 7 de abril | 16:00      |
| Libre:     | FC Insutec | FC Insutec        | FC Insutec            | FC Insutec | FC Insutec |

| El Guayacán | 1 - 0      | Deportivo Mocache | LDC de Ventanas       | 11 de abril | 16:00      |
| Nápoli      | 2 - 2      | FC Insutec        | Municipal de Valencia | 11 de abril | 16:00      |
| Libre:      | San Camilo | San Camilo        | San Camilo            | San Camilo  | San Camilo |

| El Guayacán | 0 - 1             | Nápoli            | LDC de Ventanas   | 14 de abril       | 16:00             |
| FC Insutec  | 4 - 0             | San Camilo        | 7 de Octubre      | 14 de abril       | 16:00             |
| Libre:      | Deportivo Mocache | Deportivo Mocache | Deportivo Mocache | Deportivo Mocache | Deportivo Mocache |

| San Camilo | 0 - 5             | FC Insutec        | Municipal de Mocache  | 22 de abril       | 13:00             |
| Nápoli     | 1 - 0             | El Guayacán       | Municipal de Valencia | 22 de abril       | 15:00             |
| Libre:     | Deportivo Mocache | Deportivo Mocache | Deportivo Mocache     | Deportivo Mocache | Deportivo Mocache |

| FC Insutec        | 1 - 0      | Nápoli      | 7 de Octubre         | 25 de abril | 15:00      |
| Deportivo Mocache | 5 - 2      | El Guayacán | Municipal de Mocache | 25 de abril | 15:30      |
| Libre:            | San Camilo | San Camilo  | San Camilo           | San Camilo  | San Camilo |

| Deportivo Mocache | 2 - 1      | Nápoli     | Municipal de Mocache | 28 de abril | 15:30      |
| El Guayacán       | 0 - 3      | San Camilo | LDC de Ventanas      | 29 de abril | 16:00      |
| Libre:            | FC Insutec | FC Insutec | FC Insutec           | FC Insutec  | FC Insutec |

| FC Insutec | 3 - 0  | El Guayacán       | 7 de Octubre         | 6 de mayo | 15:00  |
| San Camilo | 1 - 1  | Deportivo Mocache | Municipal de Mocache | 6 de mayo | 15:00  |
| Libre:     | Nápoli | Nápoli            | Nápoli               | Nápoli    | Nápoli |

| Nápoli            | 8 - 0       | San Camilo  | Municipal de Valencia | 11 de mayo  | 16:00       |
| Deportivo Mocache | 3 - 1       | FC Insutec  | Municipal de Mocache  | 11 de mayo  | 16:00       |
| Libre:            | El Guayacán | El Guayacán | El Guayacán           | El Guayacán | El Guayacán |

## Hexagonal final

### Clasificación
| Pos. | Equipo            | Pts. | PJ | G | E | P | GF | GC | Dif. |  |
| ---- | ----------------- | ---- | -- | - | - | - | -- | -- | ---- |  |
| 1    | F. C. Insutec     | 20   | 10 | 6 | 2 | 2 | 15 | 7  | +8   |  |
| 2    | Deportivo Quevedo | 17   | 10 | 5 | 2 | 3 | 14 | 10 | +4   |  |
| 3    | Venecia           | 16   | 10 | 4 | 4 | 2 | 9  | 6  | +3   |  |
| 4    | Fiorentina        | 15   | 10 | 4 | 3 | 3 | 13 | 11 | +2   |  |
| 5    | Patria            | 11   | 10 | 3 | 2 | 5 | 11 | 20 | −9   |  |
| 6    | Nápoli            | 4    | 10 | 1 | 1 | 8 | 5  | 13 | −8   |  |

Actualizado a los partidos jugados el 14 de julio de 2018.
 Fuente: asofutboldelosrios.org
Criterios de clasificación: 1) Puntos; 2) Diferencia de goles; 3) Goles marcados
|  | Campeón y clasificado a los zonales de Segunda Categoría 2018.     |
|  | Vicecampeón y clasificado a los zonales de Segunda Categoría 2018. |

### Evolución de la clasificación
| Equipo / Jornada  | 01 | 02 | 03 | 04 | 05 | 06 | 07 | 08 | 09 | 10 |
| ----------------- | -- | -- | -- | -- | -- | -- | -- | -- | -- | -- |
| F. C. Insutec     | 3  | 4  | 4  | 1  | 1  | 1  | 1  | 1  | 1  | 1  |
| Deportivo Quevedo | 2  | 1  | 1  | 2  | 2  | 2  | 2  | 4  | 3  | 2  |
| Venecia           | 5  | 6  | 6  | 6  | 5  | 5  | 5  | 3  | 2  | 3  |
| Fiorentina        | 1  | 2  | 2  | 5  | 4  | 4  | 4  | 2  | 4  | 4  |
| Patria            | 6  | 5  | 5  | 3  | 3  | 3  | 3  | 5  | 5  | 5  |
| Nápoli            | 4  | 3  | 3  | 4  | 6  | 6  | 6  | 6  | 6  | 6  |

### Resultados
| Patria            | 0 - 2 | Fiorentina | LDC de Buena Fe   | 19 de mayo | 16:00 |
| Deportivo Quevedo | 2 - 1 | Nápoli     | 7 de Octubre      | 19 de mayo | 16:00 |
| Venecia           | 0 - 1 | FC Insutec | Rafael Vera Yépez | 20 de mayo | 15:00 |

| FC Insutec | 0 - 1 | Patria            | 7 de Octubre          | 26 de mayo | 14:00 |
| Fiorentina | 0 - 1 | Deportivo Quevedo | LDC de Baba           | 26 de mayo | 15:00 |
| Nápoli     | 1 - 0 | Venecia           | Municipal de Valencia | 27 de mayo | 15:00 |

| Fiorentina        | 0 - 0 | Nápoli     | 14 de Junio     | 2 de junio | 15:00 |
| Deportivo Quevedo | 0 - 0 | FC Insutec | 7 de Octubre    | 2 de junio | 16:00 |
| Patria            | 1 - 1 | Venecia    | LDC de Buena Fe | 2 de junio | 16:00 |

| FC Insutec | 2 - 0 | Fiorentina        | 7 de Octubre          | 9 de junio  | 16:00 |
| Venecia    | 1 - 0 | Deportivo Quevedo | Rafael Vera Yépez     | 9 de junio  | 16:00 |
| Nápoli     | 1 - 2 | Patria            | Municipal de Valencia | 10 de junio | 15:00 |

| Fiorentina | 0 - 0 | Venecia           | 14 de Junio     | 16 de junio | 15:00 |
| Patria     | 2 - 2 | Deportivo Quevedo | LDC de Buena Fe | 16 de junio | 15:00 |
| FC Insutec | 1 - 0 | Nápoli            | 7 de Octubre    | 16 de junio | 16:00 |

| Venecia           | 1 - 1 | Fiorentina | Rafael Vera Yépez     | 23 de junio | 16:00 |
| Deportivo Quevedo | 4 - 0 | Patria     | 7 de Octubre          | 23 de junio | 16:00 |
| Nápoli            | 1 - 2 | FC Insutec | Municipal de Valencia | 24 de junio | 15:00 |

| Fiorentina        | 2 - 1 | FC Insutec | 14 de Junio     | 30 de junio | 15:00 |
| Patria            | 1 - 0 | Nápoli     | LDC de Buena Fe | 30 de junio | 16:00 |
| Deportivo Quevedo | 1 - 2 | Venecia    | 7 de Octubre    | 30 de junio | 16:00 |

| Venecia    | 2 - 0 | Patria            | Rafael Vera Yépez     | 4 de julio | 16:00 |
| Nápoli     | 1 - 3 | Fiorentina        | Municipal de Valencia | 4 de julio | 16:00 |
| FC Insutec | 3 - 1 | Deportivo Quevedo | 7 de Octubre          | 4 de julio | 16:00 |

| Venecia           | 1 - 0 | Nápoli         | Rafael Vera Yépez | 7 de julio | 16:00 |
| Patria            | 1 - 4 | FC Insutec (C) | LDC de Buena Fe   | 7 de julio | 16:00 |
| Deportivo Quevedo | 2 - 1 | Fiorentina     | 7 de Octubre      | 7 de julio | 16:00 |

| Nápoli     | 0 - 1 | Deportivo Quevedo | Municipal de Valencia | 14 de julio | 15:00 |
| Fiorentina | 4 - 3 | Patria            | 14 de Junio           | 14 de julio | 15:00 |
| FC Insutec | 1 - 1 | Venecia           | 7 de Octubre          | 14 de julio | 15:00 |

### Campeón
| |
| Fútbol Club Insutec 1.er título Clasifica a los zonales de la Segunda Categoría 2018 - También clasifica Club Deportivo Quevedo como vicecampeón. |

## Goleadores
- Actualizado el 12 de mayo de 2018

| Jugador           | Equipo            | Goles |
| ----------------- | ----------------- | ----- |
| 1. Carlos Bailón  | Deportivo Quevedo | 18    |
| 2. Álex Vásquez   | Fiorentina        | 14    |
| 3. Miguel Grueso  | Patria            | 7     |
| 4. Armando Angulo | F. C. Insutec     | 6     |